# Fritz Heymann
Fritz Heymann, auch Friedrich (geboren 28. August 1897 in Bocholt; gestorben nach 1944 im KZ Auschwitz) war ein deutscher Journalist, Schriftsteller und Übersetzer.

## Leben
Fritz Heymann wurde 1897 (nach anderen Angaben 1898) als Sohn einer jüdischen Kaufmannsfamilie aus Geldern in Bocholt geboren. 1906 übersiedelte er mit seiner Familie nach Düsseldorf. Als Gymnasiast meldete sich Heymann 1914 als Kriegsfreiwilliger. Er geriet 1917 in englische Gefangenschaft, aus der er fliehen konnte. Nach dem Ersten Weltkrieg, den er als Leutnant beendet hatte, begann Heymann in Berlin zu studieren. Bereits 1919 unterbrach er das Studium, um sich als Offizier in einem der Freikorps im Kampf gegen die Spartakisten zu beteiligen. Später studierte er in Münster, Berlin, Bonn und Heidelberg Literatur und Rechtswissenschaft und promovierte 1921 zum Doktor Juris.
Nach Abschluss des Studiums betätigte er sich in der Wirtschaft und wandte sich schon bald dem Journalismus zu. Ab 1927 war er Redaktionsmitglied der Düsseldorfer Lokalzeitung und freier Mitarbeiter der Vossischen Zeitung. Neben wirtschaftspolitischen Artikeln verfasste er auch zahlreiche Artikel zur Literatur und zur jüdischen Geschichte.
1933 floh Heymann in das autonome Saargebiet und wurde Mitbegründer und Mitarbeiter der antinazistischen Exil-Zeitschrift Westland (später Grenzland). Als das Saarland 1935 an das Deutsche Reich angeschlossen wurde, flüchtete er über Paris nach Amsterdam, wo er als Englisch-Übersetzer tätig war. Daneben arbeitete er an seinen Hauptwerk Der Chevalier von Geldern. Eine Chronik vom Abenteuer der Juden, das 1937 im Amsterdamer Querido Verlag mit einigem Erfolg erschien. Ein weiteres größeres Projekt war seine Marranen-Chronik. Er hatte den umfangreichen Text zur Geschichte der Marranen vorerst für Vortragszwecke zusammengestellt. Das Manuskript wurde 1988 posthum unter dem Titel Tod oder Taufe von Julius H. Schoeps veröffentlicht.
Nach der Besetzung Hollands durch die Wehrmacht 1940 lebte Heymann im Untergrund. Wie lange er sich der Verhaftung entziehen konnte, ist nicht bekannt. Vermutlich wurde er zusammen mit seiner Mutter 1942 in einem der ersten Transporte ins Ghetto Theresienstadt deportiert und 1944 im KZ Auschwitz ermordet. Seine Mutter überlebte das Konzentrationslager und emigrierte nach dem Krieg nach Argentinien. Den Nachlass ihres Sohnes übergab sie 1959 dem Leo Baeck Institut in New York.

## Werke
- Der Chevalier von Geldern. Eine Chronik vom Abenteuer der Juden. Querido, Amsterdam 1937 (Digitalisat).
- Der Chevalier von Geldern. Eine Chronik der Abenteuer der Juden. Vorwort Hermann Kesten. Joseph Melzer, Köln 1963
- Der Chevalier von Geldern (1937). Geschichten jüdischer Abenteurer. Mit einem Essay von Julius H. Schoeps. Königstein 1985, ISBN 3-7610-0379-X
- Tod oder Taufe. Vertreibung der Juden aus Spanien und Portugal, hrsg. von Julius H. Schoeps, Jüdischer Verlag bei Athenäum, Frankfurt 1992, ISBN 3-633-54070-9
- "Wer mich auf die rechte Wange schlägt, dem haue ich zwei auf die linke". Unveröffentlichte Briefe aus dem niederländischen Exil. In: Dierk Juelich (Hrsg.): Geschichte als Trauma. Festschrift für Hans Keilson zu seinem 80. Geburtstag. Nexus, Frankfurt 1991, ISBN 3-923301-69-3 S. 210–221